# Поэ-д’Олорон
Поэ́-д’Олоро́н (фр. Poey-d'Oloron) — коммуна во Франции, находится в регионе Аквитания. Департамент — Атлантические Пиренеи. Входит в состав кантона Олорон-Сент-Мари-2. Округ коммуны — Олорон-Сент-Мари.
Код INSEE коммуны — 64449.

## География

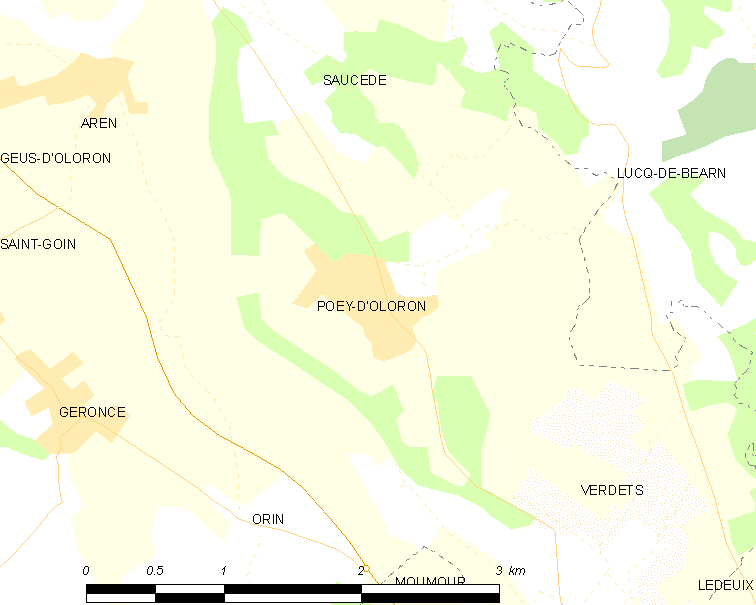
Карта коммуны

Коммуна расположена приблизительно в 670 км к югу от Парижа, в 180 км южнее Бордо, в 25 км к западу от По.
На западе коммуны протекает река Гав-д’Олорон.

### Климат
Климат тёплый океанический. Зима мягкая, средняя температура января — от +5°С до +13°С, температуры ниже −10 °C бывают редко. Снег выпадает около 15 дней в году с ноября по апрель. Максимальная температура летом порядка 20-30 °C, выше 35 °C бывает очень редко. Количество осадков высокое, порядка 1100 мм в год. Характерна безветренная погода, сильные ветры очень редки.

## Население
Население коммуны на 2010 год составляло 184 человека.
| 1962 | 1968 | 1975 | 1982 | 1990 | 1999 | 2010 |
| ---- | ---- | ---- | ---- | ---- | ---- | ---- |
| 144  | 166  | 144  | 177  | 172  | 178  | 184  |

## Администрация
| Период | Период | Фамилия            | Партия | Примечания |
| ------ | ------ | ------------------ | ------ | ---------- |
| 1995   | 2001   | Жан-Клод Канту     |        |            |
| 2001   | 2008   | Тьерри Сиви        |        |            |
| 2008   | 2014   | Элизабет Ле-Шанони |        |            |
| 2014   | 2020   | Элизабет Микё      |        |            |

## Экономика
В 2010 году среди 108 человек трудоспособного возраста (15-64 лет) 76 были экономически активными, 32 — неактивными (показатель активности — 70,4 %, в 1999 году было 73,4 %). Из 76 активных жителей работали 73 человека (43 мужчины и 30 женщин), безработных было 3 (0 мужчин и 3 женщины). Среди 32 неактивных 7 человек были учениками или студентами, 12 — пенсионерами, 13 были неактивными по другим причинам.

## Фотогалерея

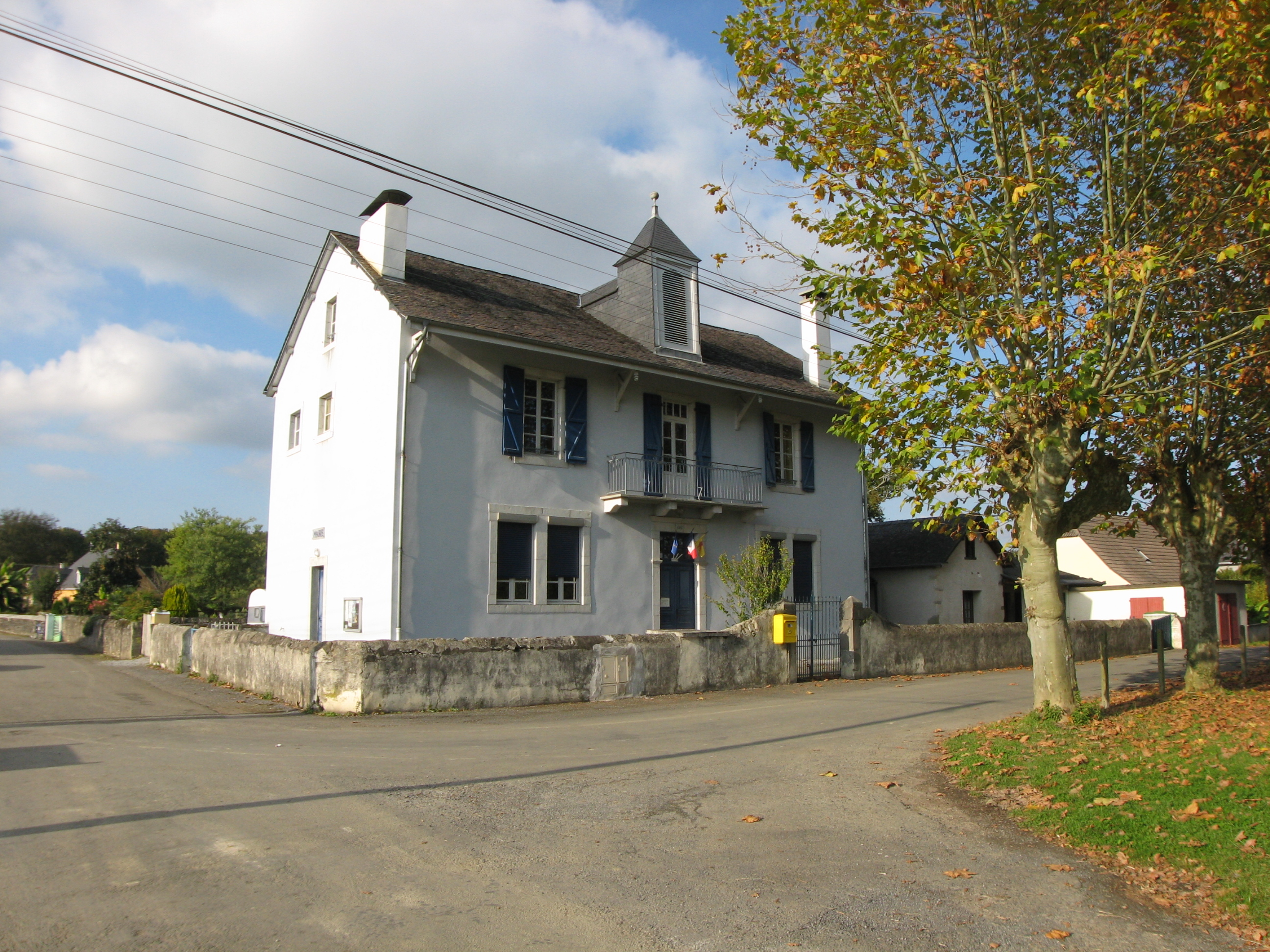
Мэрия
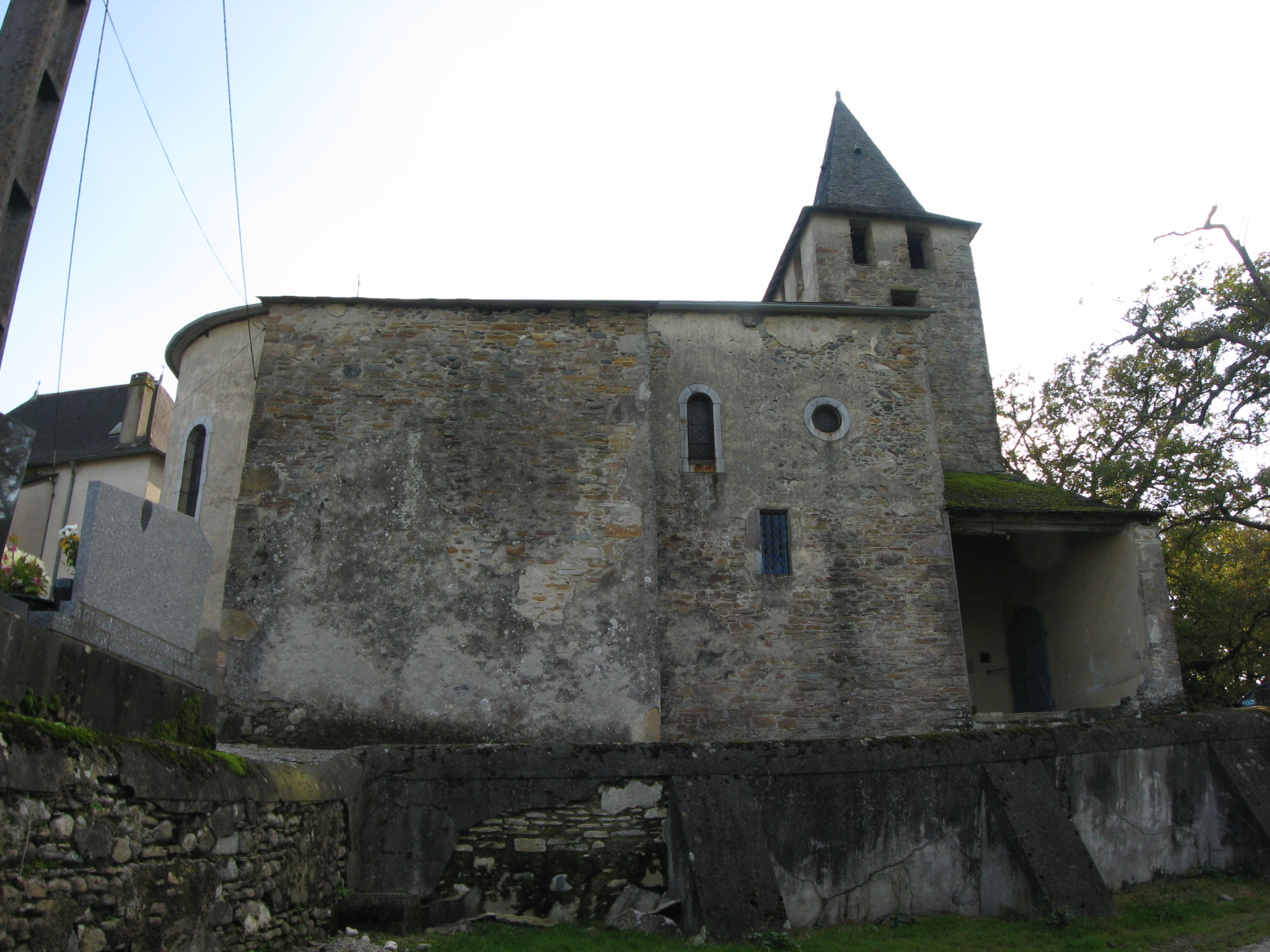
Церковь
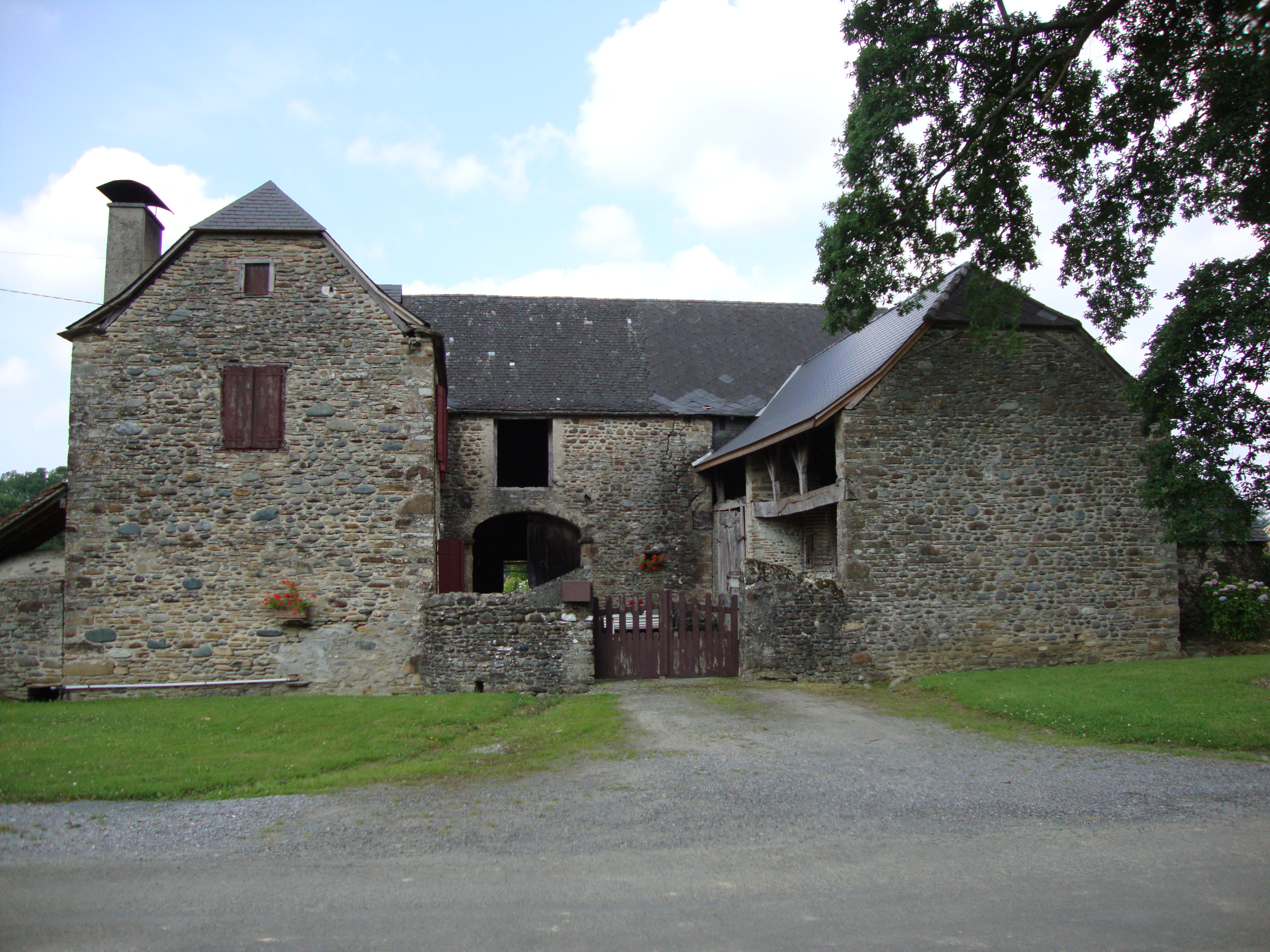
Ферма
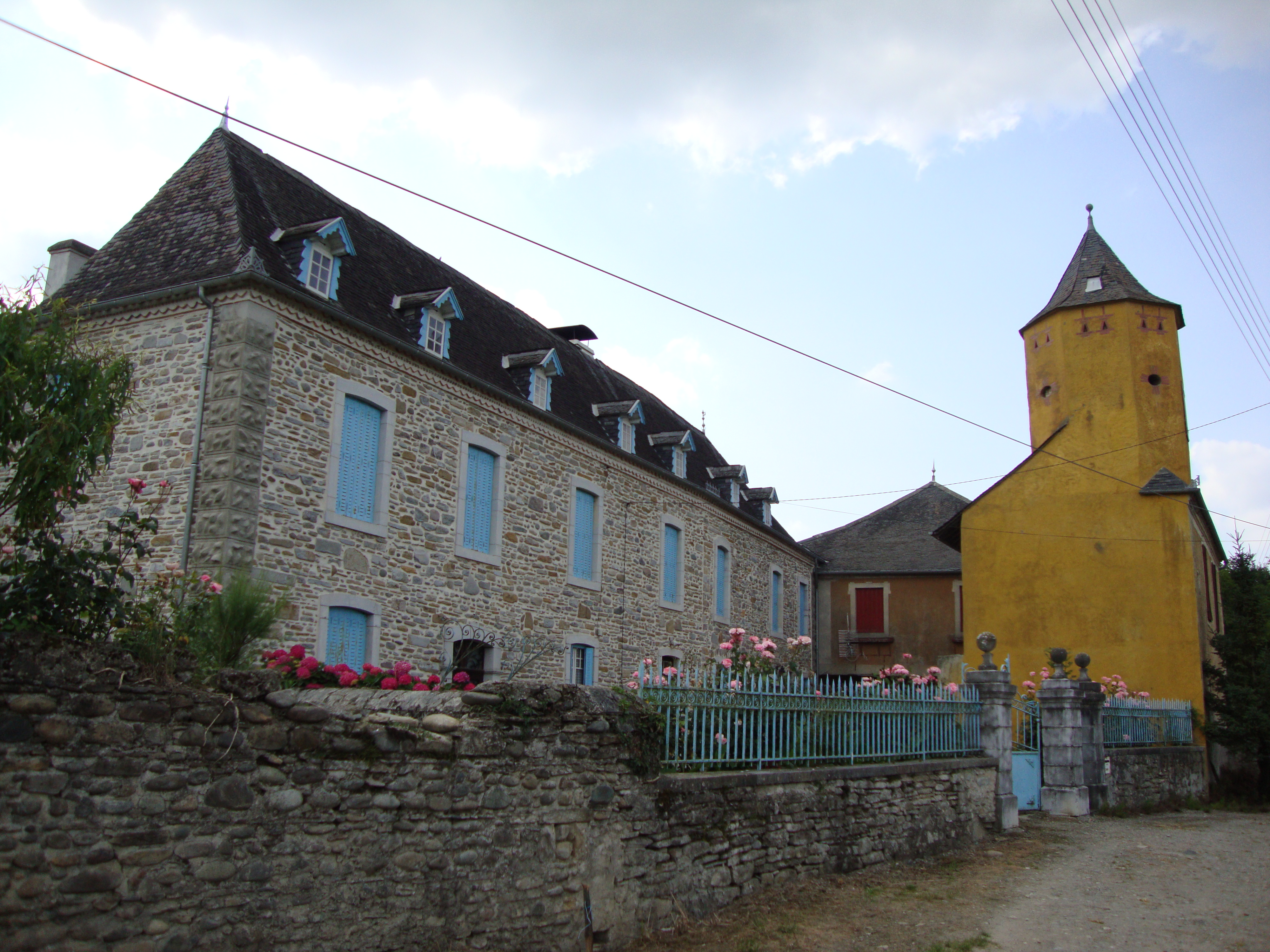
Ферма и башня-голубятня
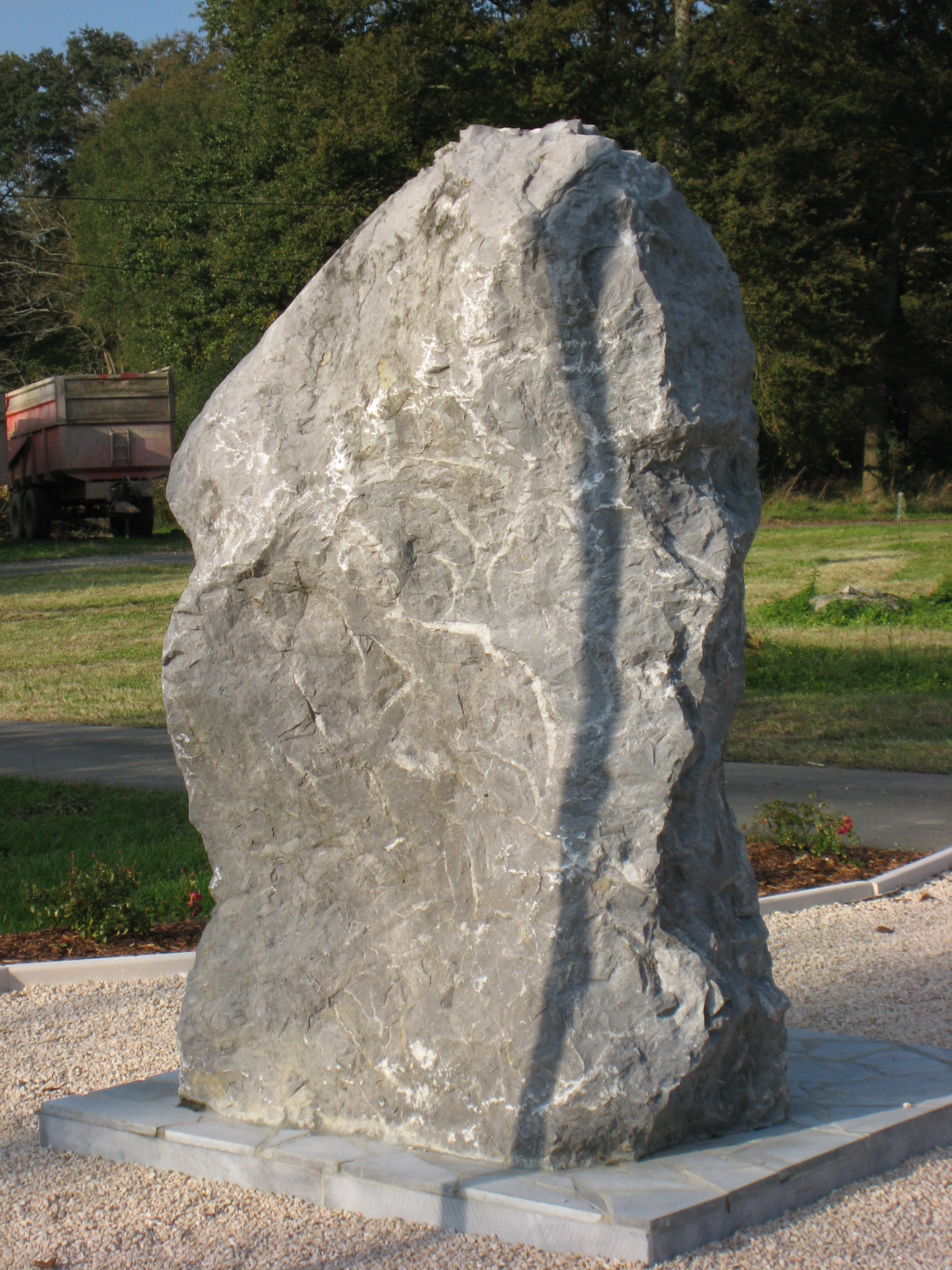
Военный мемориал